# Bitwa nad Neretwą
Bitwa nad Neretwą (serb.-chorw. Bitka na Neretvi, Битка на Неретви) – była połączonym atakiem sił Osi od stycznia do kwietnia 1943 roku, jej celem było unicestwienie partyzanckiej armii w Jugosławii. Operacja wojskowa przeprowadzona została pod kryptonimem niem. Operation Weiss, znana jest również jako czwarta ofensywa antypartyzancka.

## Operacja
Państwa Osi zgromadziły około 150 000 żołnierzy, zgrupowanych w dywizjach niemieckich, włoskich i chorwackich oraz w dywizji czetników. Siły Osi miały do dyspozycji ponad 200 samolotów. Narodowa Armia Wyzwolenia Jugosławii liczyła natomiast 20 tysięcy partyzantów.

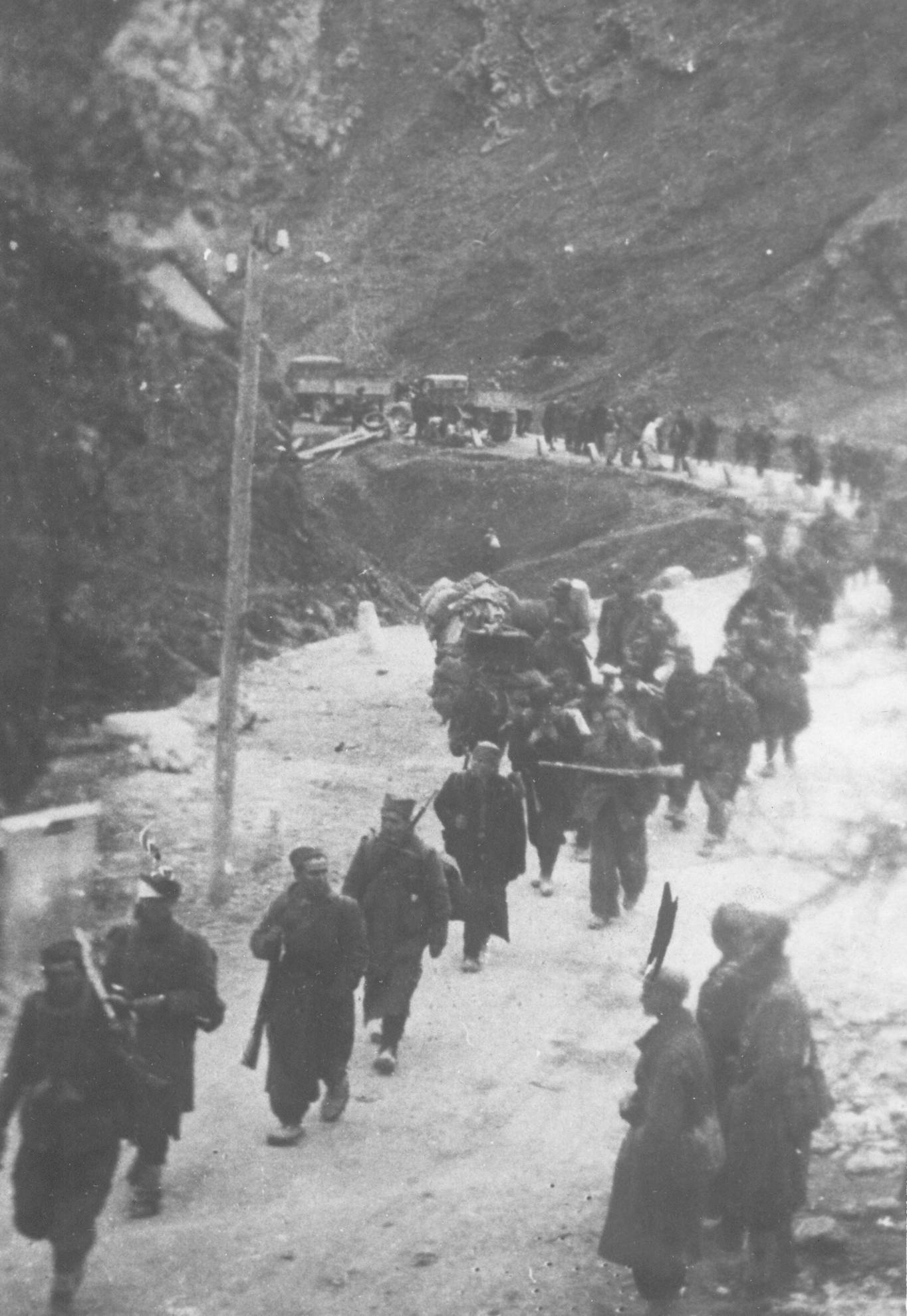
Partyzanci Tity z 2. Brygady Serbskiej w marszu, 1943 r.

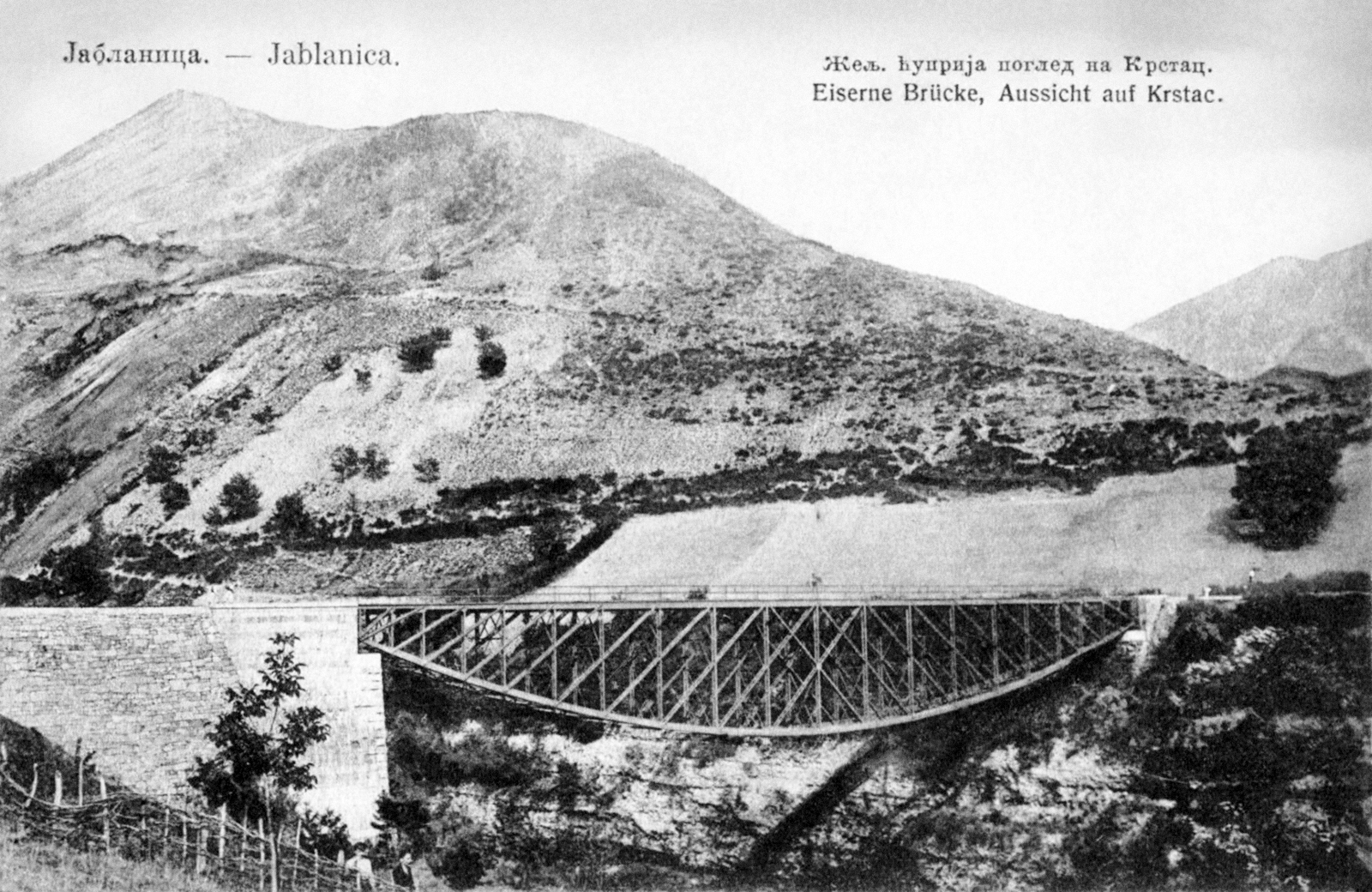
Oryginalna konstrukcja słynnego mostu, zanim została wysadzona w powietrze przez partyzantów Tity, zdjęcie z 1908 r.

Operacja przeprowadzona została w trzech fazach:
- Weiss I, rozpoczęta 20 stycznia atakiem na zajęte przez partyzantów tereny w zachodniej Bośni oraz środkowej Chorwacji.
- Weiss II, rozpoczęta 25 lutego; zaatakowano wówczas zachodnią i południowo-zachodnią Bośnię, partyzanci zostali odrzuceni nad rzekę Neretwa.
- Weiss III, rozpoczęta w marcu; koncentrowała się na terytoriach północnej Hercegowiny, a jej celem było otoczenie partyzantów w północnej części Czarnogóry; trzecia faza nie została uwieńczona sukcesem.

W bitwie zginęło około 11 tysięcy partyzantów, a około 2 tysięcy dostało się do niewoli. Pomimo ciężkich strat oraz taktycznego zwycięstwa Osi, partyzanci nie dali się otoczyć, zdołali ochronić swoje dowództwo oraz szpital, ponadto byli zdolni do kontynuowania działań.

## Nawiązanie w kulturze
W 1969 roku bitwa stała się tematem filmu Bitwa nad Neretwą. Film był nominowany do Oscara.